# Горка (Липецьке сільське поселення)
Го́рка (рос. Горка) — присілок у складі Верховазького району Вологодської області, Росія. Входить до складу Липецького сільського поселення.

## Населення
Населення — 12 осіб (2010; 18 у 2002).
Національний склад (станом на 2002 рік):
- росіяни — 100 %